# Aleksandar Kostić (Fußballspieler)
Aleksandar Kostić (serbisch-kyrillisch Александар Костић; * 12. Oktober 1995 in Wien) ist ein österreichischer Fußballspieler serbischer Herkunft.

## Karriere
Kostić begann seine Karriere beim SK Rapid Wien. 2010 kam er in die Jugend des SK Slovan-Hütteldorfer AC. Im Jänner 2011 wechselte er zum Wiener Sportklub. Im April 2013 debütierte er für die erste Mannschaft des WSK in der Regionalliga, als er am 22. Spieltag der Saison 2012/13 gegen den SV Stegersbach in der Startelf stand. In jenem Spiel erzielt er den Treffer zum 1:0-Endstand, ehe er in Minute 76 durch Patrick Derdak ersetzt wurde.
Zur Saison 2015/16 wechselte er zum First Vienna FC. In seiner ersten Saison für die Vienna kam er auf 19 Einsätze in der Regionalliga, in denen er einen Treffer erzielen konnte. In der Saison 2016/17 konnte er mit den Döblingern Meister der Regionalliga Ost werden. In jener Saison wurde er in 23 Partien eingesetzt und erzielte dabei vier Tore.
Im Sommer 2017 kehrte er zu seinem Jugendklub SK Rapid Wien zurück, dessen Amateuren er sich anschloss. Im September 2017 debütierte er für die Profis von Rapid, als er in der zweiten Runde des ÖFB-Cups gegen den ASK Elektra in der Startelf stand. Im Mai 2018 gab er schließlich auch sein Debüt in der Bundesliga, als er am 36. Spieltag der Saison 2017/18 gegen den Wolfsberger AC in der Halbzeitpause Thanos Petsos ersetzte.
Im Jänner 2019 wurde er wieder zu den Amateuren von Rapid degradiert. Zudem wurde bekannt, dass sein Vertrag nach der Saison 2018/19 nicht verlängert wird. Nach seiner Versetzung wechselte er noch im selben Monat nach Serbien zum FK Radnički Niš, bei dem er einen bis Juni 2021 laufenden Vertrag erhielt. Für Radnički Niš kam er zu keinem Einsatz.
Zur Saison 2019/20 kehrte er nach Österreich zurück und wechselt zum Zweitligisten FC Blau-Weiß Linz, bei dem er einen bis Juni 2020 laufenden Vertrag erhielt. In drei Jahren in Linz kam er zu 77 Einsätzen in der 2. Liga, in denen er 13 Tore erzielte. Zur Saison 2022/23 wechselte er innerhalb der Liga zum FC Admira Wacker Mödling, bei dem er einen bis Juni 2024 laufenden Vertrag erhielt. Bei der Admira spielte er insgesamt elfmal in der 2. Liga, ehe sein Vertrag im Juli 2023 aufgelöst wurde. Anschließend wechselte er zur Saison 2 2023/24 zurück zum Regionalligisten Wiener Sport-Club.

## Persönliches
Kostić erhielt 2018 die österreichische Staatsbürgerschaft. Bei seiner Einbürgerung legte er seinen serbischen Pass ab.